# Liste der Monuments historiques in Heiteren
Die Liste der Monuments historiques in Heiteren führt die Monuments historiques in der französischen Gemeinde Heiteren auf.

## Liste der Objekte
| Bezeichnung                | Beschreibung                                | Standort                                                                  | Kennzeichnung | Schutzstatus   | Datum | Bild |
| -------------------------- | ------------------------------------------- | ------------------------------------------------------------------------- | ------------- | -------------- | ----- | ---- |
| Pietà                      | Holz, farbig gefasst und vergoldet, um 1517 | in der Kapelle Notre-Dame-de-Thierhurst et Notre-Dame-des-Douleurs (Lage) | PM68000121    | Classé         | 1977  |      |
| Kruzifix                   | Holz, Anfang des 16. Jahrhunderts           | in der Kirche St-Jacques-le-Majeur (Lage)                                 | PM68000120    | Classé         | 1977  |      |
| Orgel                      | Ensemble aus PM68000888 und PM68000122      | in der Kirche St-Jacques-le-Majeur (Lage)                                 | PM68000887    | Inscrit Classé | 1981  |      |
| Orgelprospekt              | 1844 von Antoine Herbuté gebaut             | in der Kirche St-Jacques-le-Majeur (Lage)                                 | PM68000888    | Inscrit        | 1981  |      |
| Instrumentalteil der Orgel | 1844 von Antoine Herbuté gebaut             | in der Kirche St-Jacques-le-Majeur (Lage)                                 | PM68000122    | Classé         | 1981  |      |